# حجرة أمان لاختبارات الحييات الدقيقة

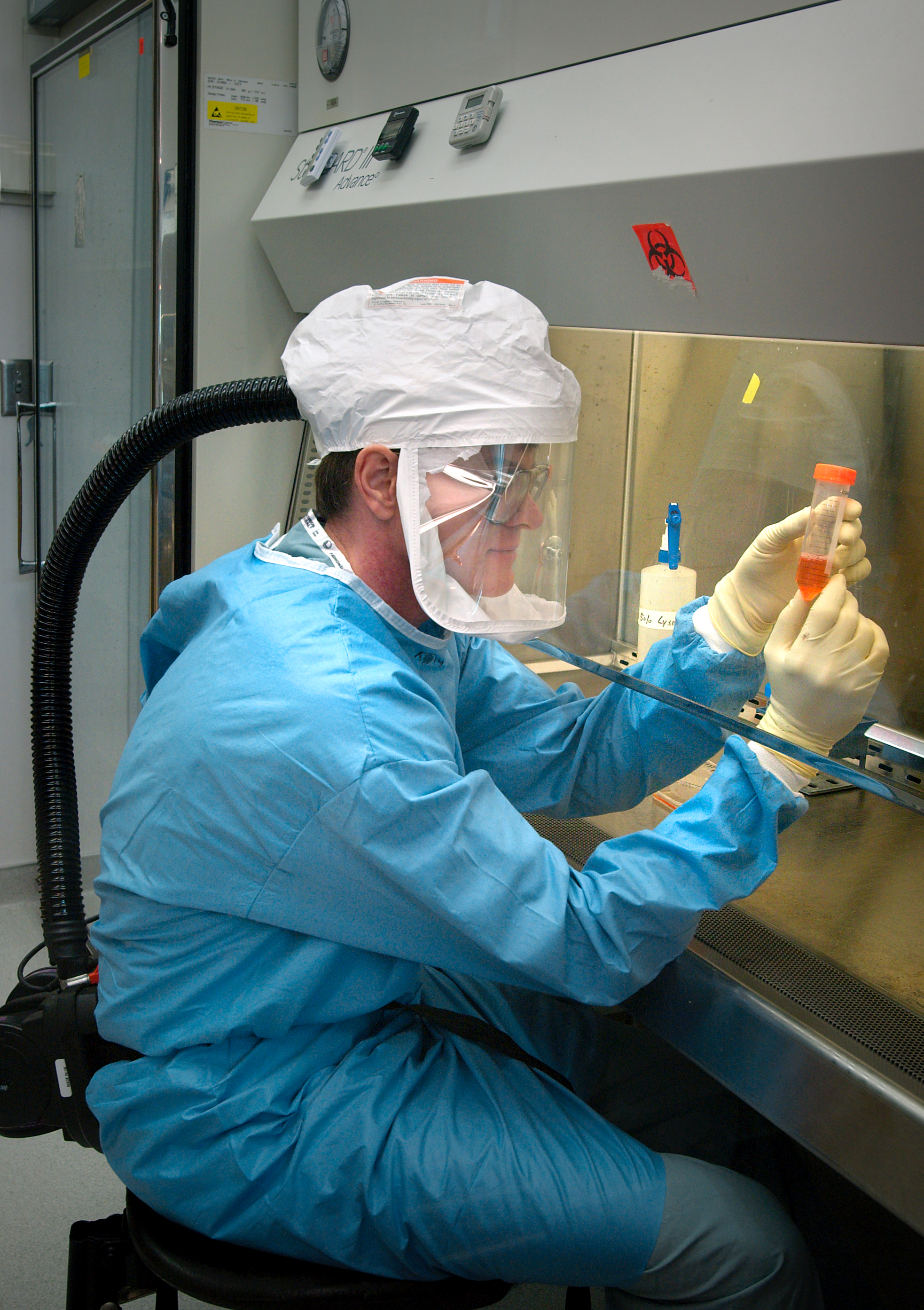
صورة للحجرة

حجرة أمان لاختبارات الحييات الدقيقة هي حجرة لعمل الاختبارات الكيميائية المنتوعة .لسلامة – مساحة المغلقة، وتهوية المختبر للعمل بأمان مع مواد ملوثة (أو يحتمل أن تكون ملوثة) مسببات الأمراض التي تتطلب معرفة مستوى السلامة الأحيائية. توجد عدة أنواع مختلفة من BSC، حسب درجة وباحتوائها المطلوبة. أولاً BSCs أصبحت متاحة تجارياً في عام 1950.